# Rio São Francisco Verdadeiro
Der Rio São Francisco Verdadeiro ist ein etwa 185 km langer linker Nebenfluss des Río Paraná im Westen des brasilianischen Bundesstaats Paraná.

## Etymologie und Geschichte
Der Name bedeutet auf Deutsch „Wahrer Sankt-Franziskus-Fluss“. Damit wird er vom Rio São Francisco Falso (deutsch: „Falscher Sankt-Franziskus-Fluss“) unterschieden, der etwa 12 km südlich in den Rio Paraná mündet.
Das Einzugsgebiet des Rio São Francisco Verdadeiro wurde zunächst von der 1909 gegründeten Companhia Mate Laranjeiras S/A ausgebeutet. Diese arbeitete bis 1965 an den Ufern des Paraná unterhalb von Sete Quedas zwischen Rio Piquiri und Rio Iguaçu. Ihre Betätigungsfelder waren die Gewinnung und der Export von Holz und Erva Mate. Als 1914 das Munizip Foz do Iguaçu gegründet wurde, das damals auch das gesamte Flusstal des Rio São Francisco Verdadeiro umfasste, war die Region noch vollständig von Wäldern bedeckt und bis auf einige Erva-Mate-Erntelager völlig unbewohnt.
Das Gebiet der Fazenda Britânia gehörte der britischen Compañia de Maderas del Alto Paraná mit Sitz in Porto Britânia (heute im Munizip Pato Bragado). Es erstreckte sich über eine Länge von 43 Kilometern entlang des Paraná, von der Mündung des Rio Guaçu bis zur Mündung des Rio São Francisco Falso, und über eine Länge von 78 Kilometern von West nach Ost. Es bildete ein Rechteck mit 2.748 km2 ursprünglichen Waldes und beheimatete eine reiche Tierwelt. Eine Gruppe von Unternehmern aus Rio Grande do Sul gründete 1946 zum Zweck des Erwerbs der Fazenda Britânia die Industrial Madeireira Colonizadora Rio Paraná S.A. (MARIPÁ) mit Hauptsitz in Porto Alegre. Das Latifundium wurde aufgeteilt, es entstanden 13.162 Siedlerstellen zu je 10 Alqueires Paulistas (ca. 24 Hektar). Bis 1956 waren schon 9.618 Siedlerstellen verkauft. Die Infrastruktur wurde mit den Einnahmen aus der Ausbeutung des vorhandenen Waldes finanziert. In den Siedlungskernen, den künftigen Städten, sollten sich drei bis vier Tausend Familien ansiedeln.

## Geografie

### Lage
Das Einzugsgebiet des Rio São Francisco Verdadeiro befindet sich auf dem Terceiro Planalto Paranaense (Dritte oder Guarapuava-Hochebene von Paraná).

### Verlauf
Sein Quellgebiet liegt im Munizip Cascavel auf 725 m Meereshöhe im Bairro Santos Dumont beim Parque Ambiental Hilário Zardo (Parque Vitória). Der Fluss fließt in westlicher Richtung. Er mündet zwischen den Munizipien Pato Bragado und Entre Rios do Oeste auf 216 m Höhe in den Rio Paraná, der in diesem Gebiet den Itaipu-Stausee bildet.
Die Entfernung zwischen Ursprung und Mündung beträgt 90 km, Er ist ca. 172 km lang, nach anderer Quelle 152 km.
Er entwässert ein Einzugsgebiet von 2.219 km2 im Gebiet zwischen dem Rio Paraná und den Städten Cascavel und Toledo.

### Munizipien im Einzugsgebiet
Die Liste der Munizipien umfasst nach dem Quellort Cascavel
- rechts: Toledo, Quatro Pontes, Marechal Cândido Rondon, Pato Bragado
- links: Ouro Verde do Oeste, São José das Palmeiras, Entre Rios do Oeste sowie abseits des Flusses Santa Tereza do Oeste, São Pedro do Iguaçu und Santa Helena.[1]

### Zuflüsse
Die wichtigsten der Nebenflüsse sind:
- links: Rio Santa Quitéria
- rechts: Rio Toledo

## Wirtschaft

### Landwirtschaft
Im Einzugsgebiet sind Tausende ländlicher Anwesen angesiedelt. Sie sind auf die Umwandlung von pflanzlichem in tierisches Eiweiß spezialisiert. Mit anderen Worten: Die Produktionskette reicht vom Soja- und Maisanbau bis hin zur Verarbeitung von Schweine- und Geflügelfleisch sowie zur Milchproduktion.

### Kraftwerke
Westlich der Stadtmitte von Toledo wird ein kleines Wasserkraftwerk betrieben, die Pequena Central Hidrelétrica (PCH) São Francisco.

## Umwelt
Die ursprüngliche Waldfläche wurde weitgehend durch Weiden und Ackerbau ersetzt. Reste der von Araukarien gebildeten Schattenwälder kommen noch in der Nähe der Stadt Cascavel vor. Das Klima mit zwei Jahreszeiten, einer regenreichen und einer trockenen Periode, und mit ausgeprägten Temperaturunterschieden brachte einen sommergrünen, saisonalen Wald hervor.
Die land- und viehwirtschaftlichen Aktivitäten wirken sich stark auf die Umwelt aus. Einerseits wird die Qualität des Wassers beeinträchtigt. Andererseits wird die Erosion gefördert, durch die riesige Mengen von mit Dünge- und Pflanzenschutzmitteln, tierischen Abfällen und Müll vermischte Erde in die Flüsse gelangen. Dadurch wird das Wasser für jede Verwendung ungeeignet. Der Verlust der Fruchtbarkeit der Böden erzwingt immer höhere Produktionskosten und erfordert den Einsatz von immer mehr Düngemitteln und Agrochemikalien, die schließlich das Leben der Bevölkerung in der Region gefährden.